# Сливен (община)
Сливен (болг. Община Сливен) — община в Болгарии. Входит в состав Сливенской области. Население общины на 15 сентября 2008 года составляет 133 067 человек.
Площадь территории общины 1366 км².
Действующий кмет (мэр) общины Сливен — Стефан Николов Радев (ГЕРБ) по результатам выборов в правление общины.
В состав общины входят 45 населённых пунктов: 2 города и 43 села. Административно и территориально община разделена на 38 кместв, а в 6 населённых пунктах населением менее 250 жителей управление осуществляется кметскими наместниками (в сёлах Бинкос, Бозаджии, Выглен, Зайчари, Изгрев и Раково) назначаемыми по указанию кмета общины.

## Состав общины
В состав общины входят следующие населённые пункты:
1. село Биково
2. село Бинкос
3. село Блатец
4. село Божевци
5. село Бозаджии
6. село Бяла
7. село Выглен
8. село Гавраилово
9. село Гергевец
10. село Глуфишево
11. село Глушник
12. село Голямо-Чочовени
13. село Горно-Александрово
14. село Градско
15. село Драгоданово
16. село Желю-Войвода
17. село Зайчари
18. село Злати-Войвода
19. село Изгрев
20. село Ичера
21. село Калояново
22. село Камен
23. город Кермен
24. село Ковачите
25. село Крушаре
26. село Малко-Чочовени
27. село Мечкарево
28. село Младово
29. село Николаево
30. село Новачево
31. село Панаретовци
32. село Раково
33. село Самуилово
34. село Селиминово
35. село Скобелево
36. город Сливен
37. село Сотиря
38. село Средорек
39. село Стара-Река
40. село Старо-Село
41. село Струпец
42. село Тополчане
43. село Трапоклово
44. село Чинтулово
45. село Чокоба

## Кметы
- Йордан Лечков (ГЕРБ)
- Стефан Николов Радев (ГЕРБ)